# Joan Tower
Joan Tower (New Rochelle (New York), 6 september 1938) is een Amerikaans componiste, muziekpedagoog en dirigent. Zij geniet bekendheid vooral in de Verenigde Staten.

## Levensloop
Alhoewel geboren in de omgeving van New York verhuisde ze als snel naar Bolivia; haar vader was mijnbouwingenieur. Daar kwam zij in aanraking met allerlei Latijns-Amerikaanse muziek, die vooral op ritme (slagwerk en percussie) gestoeld is. Eenmaal terug in de V.S. studeerde ze aan het Bennington College in Vermont en aan de Columbia-universiteit in New York; compositie studeerde zij bij Henry Brant en bij Louis Calabro. Tijdens haar studietijd was op die scholen de seriële muziek en atonale muziek erg in de mode; zij kon daarmee niet zo uit de voeten gezien haar achtergrond. Zij heeft zich dan ook snel afgewend van de puur seriële en atonale muziek.
In 1969 richtte zij met andere musici de Da Capo Chamber Players op, waarin zij de piano bespeelde. Daarnaast begon zij voor dit ensemble en haar solisten composities te schrijven. Deze vielen zowel bij musici en publiek zodanig in de smaak, dat zij steeds vaker moest componeren. Deze composities kwamen bovendrijven en bereikten de beroepsorkesten van de V.S. In 1981 kreeg zij van het American Composers Orchestra de opdracht op een werk voor orkest te schrijven. Het werd Sequoia, dat al snel populair werd binnen het orkestcircuit. Vanaf deze compositie kwam haar carrière als componist in een stroomversnelling en werd zij steeds vaker als componist gevraagd.    
Zij schrijft duidelijk herkenbare Amerikaanse klassiek muziek, veel ritmiek en koper blaasinstrumenten. Zij houdt haar werk vrij van tonaliteit, zonder dat dissonanten overheersen; ook houdt zij een vrije maatindeling aan. 
Naast haar werkzaamheden als componist geeft Joan Tower ook les en zit in diverse commissies die gaan over de klassieke muziek in de V.S.

## Composities

### Werken voor orkest
- 1981 Sequoia, voor orkest
- 1984 Muziek, voor cello en orkest
- 1985 Island rhythms, voor orkest
- 1985 Concerto (Homage to Beethoven), voor piano en orkest
- 1986 Silver ladders, voor orkest
- 1988 Island prelude, voor solo hobo en strijkorkest
- 1988 Concerto, voor klarinet en basklarinet solo met orkest
- 1989 Concerto, voor dwarsfluit en orkest
- 1991 Concert voor Orkest
- 1992 Concerto, voor viool en orkest
- 1993 Stepping Stones, voor orkest
- 1994 Duets, voor orkest
- 1996 Rapids (Concerto No. 2), voor piano en orkest
- 1996 Paganini Trills, voor orkest
- 1998 Tambor, voor orkest
- 2000 The Last Dance, voor orkest
- 2001 Strike Zones, voor slagwerk solo en orkest
- 2002 In Memory, voor strijkorkest
- 2004 Made in America
- 2005 Purple Rhapsody, voor altviool en orkest
- 2006 Chamber Dance

### Werken voor harmonieorkest
- 1986-1991 For the Uncommon Woman (Fanfares 1-3), voor 3 trompetten, 4 hoorns, 3 trombones, tuba en slagwerk
- 1993 Celebration Fanfare from “Stepping Stones”, voor 4 trompetten, 3 hoorns, 3trombones, tuba, pauken en 2 slagwerkers
- 2001 Fascinating Ribbons, voor harmonieorkest

### Toneelwerken

#### Balletten
- 1993 Stepping Stones, libretto en choreografie: Kathryn Posin - uitgevoerd door het Milwaukee Ballet

### Kamermuziek
- 1974 Breakfast Rhythms I and II, voor klarinet solo, dwarsfluit (ook: piccolo), viool, cello, piano en slagwerk
- 1976 Black Topaz, voor piano solo, dwarsfluit, klarinet (ook: basklarinet), trompet, trombone, 2 slagwerkers
- 1976 Platium spirals, voor solo viool
- 1980 Petroushkates, voor dwarsfluit, klarinet, viool, cello en piano
- 1982 Noon Dance, voor dwarsfluit (ook: altfluit en piccolo), klarinet, slagwerk, piano, viool, cello
- 1993 Fanfare for the Uncommon Woman Nr. 5, voor 4 trompetten
- 1994 Tres Lent (Hommage a Messiaen), voor cello en piano
- 1997 Amazon I, voor dwarsfluit, klarinet, viool, cello en piano
- 1997 And ...They’re Off, voor viool, cello en piano
- 1998 Wild Purple, voor altviool solo;
- 2000 Big sky, voor viool, cello en piano
- 2006 Angels (Strijkkwartet No. 4)
- 2006 Copperwave, voor hoorn, 2 trompetten, trombone en bastrombone
- 2008 Dumbarton Quintet, voor strijkkwartet en piano
- Quartet for the end of time

### Werken voor orgel
- 1996 Ascent

### Werken voor piano
- 1996 Holding a Daisy
- 2000 Vast Antique Cubes/Throbbing Still
- No longer very clear (solopiano)

### Werken voor slagwerk
- 2003 DNA, voor vijf slagwerkers

## Bron
- Uitgaven Naxos.

- Bibsys: 7065489
- Bibliothèque nationale de France: cb13991854c (data)
- CiNii: DA14560717
- Gemeinsame Normdatei: 119293196
- International Standard Name Identifier: 0000 0000 8218 4798
- Library of Congress Control Number: n82099799
- Nationale Bibliotheek van Letland: 000085423
- MusicBrainz: c53ec564-3fe8-4ac3-aef0-c605ee4168de
- Nationale bibliotheek van Australië: 35812741
- Nationale Bibliotheek van Israël: 987007442989805171
- Réseau des bibliothèques de Suisse occidentale: 02-A003907785
- LIBRIS: 302088
- SNAC: w6v99416
- Système universitaire de documentation: 14752170X
- Trove: 1099085
- Virtual International Authority File: 34653100
- WorldCat: E39PBJbtpcYr4RRWdhT3TkpMfq